# پیشاسگ‌سوسماران
پیشاسگ‌سوسماران (نام علمی: Procynosuchidae) نام یک تیره از راسته ددکاوان است.